# Signo del limbo
El signo del limbo es un anillo de calcificación distrófica que se manifiesta como un «precipitado lechoso» (es decir, de un color blanco anormal) en el limbo esclerocorneal. El limbo esclerocorneal es la parte del ojo donde la córnea (parte anterior/central) se une a la esclerótica (la parte blanca del ojo). Aunque se cree que está causado por un aumento de la concentración de calcio en la sangre, este signo persiste cuando la concentración de fosfato cálcico vuelve a la normalidad.
El signo del limbo, debido a calcificación, tiene similitud aparente con el arco senil, que es de origen lipídico.